# Saccharodite rubrovenis
Saccharodite rubrovenis är en insektsart som beskrevs av Bernhard Zelazny 1981. Saccharodite rubrovenis ingår i släktet Saccharodite och familjen Derbidae. Inga underarter finns listade i Catalogue of Life.